# William Harding Mayes
William Harding Mayes, född 20 maj 1861 i Mayfield, Kentucky, död 26 juni 1939 i Austin, Texas, var en amerikansk demokratisk politiker. Han var viceguvernör i Texas 1913–1914.
Mayes studerade juridik vid Vanderbilt University i Tennessee och arbetade sedan som advokat, först i Kentucky, därefter i Texas. Han blev verksam som publicist och grundade år 1900 tillsammans med brodern H.F. Mayes tidningen Brownwood Daily Bulletin. År 1913 tillträdde han som Texas viceguvernör. Mayes avgick 1914 och till hans efterträdare valdes William P. Hobby.